# Univers com a processador
Existeix la teoria suggerida per diversos científics que l'univers podria ser un gran ordinador. Segons el físic Heinz Pagels existeix un programa anomenat el "Programa del tot", que controla les constants físiques i les lleis de la naturalesa. El gran descobriment d'aquests últims temps ha estat la programació i la fabricació dels ordinadors. Per això, no és estrany que molts científics es qüestionin d'on venim i pensar que formem part d'un gran ordinador perfecte que funciona mitjançant un sistema operatiu perfectament dissenyat. Aquestes teories no tenen en compte les de Galileu i consideren que el sistema operatiu d'aquest gran ordinador que és l'univers estaria format pel conjunt d'estrelles, galàxies, planetes, forats negres, partícules de pols, molècules i forces de la física.

## Stephen Wolfram i el Programa del Tot
El 2002 el científic computacional Stephen Wolfram va publicar un llibre anomenat A new kind of science (Un nou tipus de ciència) on exposa la seva tesi. La seva idea bàsica era la següent: 
| «                                        | ...per sota de tots els fenòmens complexos que veiem a la física s'hi troba un simple programa, que si s'executés prou temps, reproduiria el nostre Univers en cada detall. | » |
| — Stephen Wolfram, A new kind of science | |   |

Wolfram argumenta que els científics i cosmòlegs no haurien d'estar cercant la Teoria del Tot (un conjunt d'equacions del tipus E=mc² que finalment donaria una explicació unificadora als diferents fenòmens naturals que fins ara són desconeguts com ara la mecànica quàntica o la relativitat general) sinó que haurien d'estar cercant un Programa del tot (un programa que si s'executés durant el temps suficient duplicaria el cosmos i tot el que hi ha)
El Programa del Tot seria el més complicat dels codis font i donaria explicació al moviment dels planetes i de les estrelles i a l'aparició de la vida i de la intel·ligència:
| «                                        | Amb un programa així, finalment hom tindria un model de la natura que no fos en cap sentit una aproximació o una idealització. Al contrari, seria una representació completa i precisa del funcionament real de l'Univers -però reduït a regles fàcilment proposades-. De certa manera, l'existència d'un programa aixi seria la validació definitiva de la idea que el pensament humà pot contenir la construcció de l'Univers. Però només conèixer el program subjacent no vol dir que hom pugui deduir immediatament el comportament de l'Univers (...). Sovint hi ha una gran distància entre les regles subjacents i el comportament. I, de fet, és precisament per això que és concebible que un simple programa pugui reproduir tota la complexitat que veiem en la física. | » |
| — Stephen Wolfram, A new kind of science | |   |

Pot semblar una teoria desbaratada però la trajectòria professional de Wolfram demostra el contrari. Amb 23 anys, Wolfram va entrar a l'Institut d'Estudis Avançats de Princeton on va posar-se el següent objectiu: reduir la capacitat generativa de tota la complexitat de la naturalesa amb l'operació incessant de mecanismes peculiars de generació de patrons coneguts com a autòmat cel·lular. Els autòmats cel·lulars són un tipus de programa descoberts pel matemàtic John von Neumann. El programa es diu autòmat precisament perquè segueix una regla simple amb el qual ha estat dissenyat. Es tracta d'un mecanisme computacional el qual altera l'estat d' cel·la (anomenada cèl·lula) en una quadricula (canviant de color, per exemple) depenent de l'estat de l'estat de les altres cèl·lules subjacents o properes a la cèl·lula objectiu en la quadricula seguint una regla simple de transformació (com en el cas anterior del canvi de color).